# Dieter Drebes
Dieter Drebes (* 11. Juni 1937) ist ein ehemaliger deutscher Fußballspieler, der 1957 für den SC Chemie Halle-Leuna dreizehn Spiele in der DDR-Oberliga, der höchsten Spielklasse im DDR-Fußball bestritt.

## Sportliche Laufbahn
Bis 1955 spielte Dieter Drebes bei der Betriebssportgemeinschaft (BSG) Empor Halle, zuletzt in der drittklassigen Bezirksliga Halle. Er verabschiedete sich von der BSG Empor mit dem Gewinn der DDR-Juniorenmeisterschaft und wurde anschließend zum Fußballschwerpunkt des Bezirkes Halle, dem SC Chemie Halle, delegiert.
Der SC Chemie, gerade aus der DDR-Oberliga abgestiegen, absolvierte im Herbst 1955 eine 13 Spiele umfassende Übergangsrunde in der zweitklassigen DDR-Liga zum Übergang auf den Kalenderjahr-Spielrhythmus ab 1956. Drebes wurde in drei Übergangsrunden-Spielen eingesetzt. In der DDR-Liga-Saison 1956 kam er in vier Punktspielen zum Einsatz. Der SC Chemie schaffte umgehend die Rückkehr in die DDR-Oberliga. Dort begann der Start in die Spielzeit 1957 für Drebes verheißungsvoll, denn er wurde vom ersten Spieltag an eingesetzt und bestritt bis zum Ende der Hinrunde elf der dreizehn Punktspiele, in der Regel als rechter Verteidiger. In der Rückrunde kam er jedoch nur noch zweimal zum Einsatz. Für die Saison 1958 fand Drebes beim SC Chemie keine Berücksichtigung mehr und wurde zur BSG Turbine Halle in die inzwischen viertklassige Bezirksliga delegiert. Dort spielte er noch bis 1959 und setzte sich danach in die Bundesrepublik ab. Dort spielte er weiter im unterklassigen Bereich, so z. B. 1965/66 beim drittklassigen Hamburger Landesligisten TSV Sasel.